# Žemaitė
Žemaitė. właściwie Julija Beniuševičiūtė-Žymantienė, pol. Julia z Beniuszewiczów Żymontowa (ur. 4 czerwca lub 23 maja 1845 w Bukantė niedaleko Pługian, zm. 7 grudnia 1921 w Mariampolu) – litewska pisarka i działaczka społeczna. Uznawana za jedną z najwybitniejszych przedstawicielek realizmu krytycznego.

## Życiorys

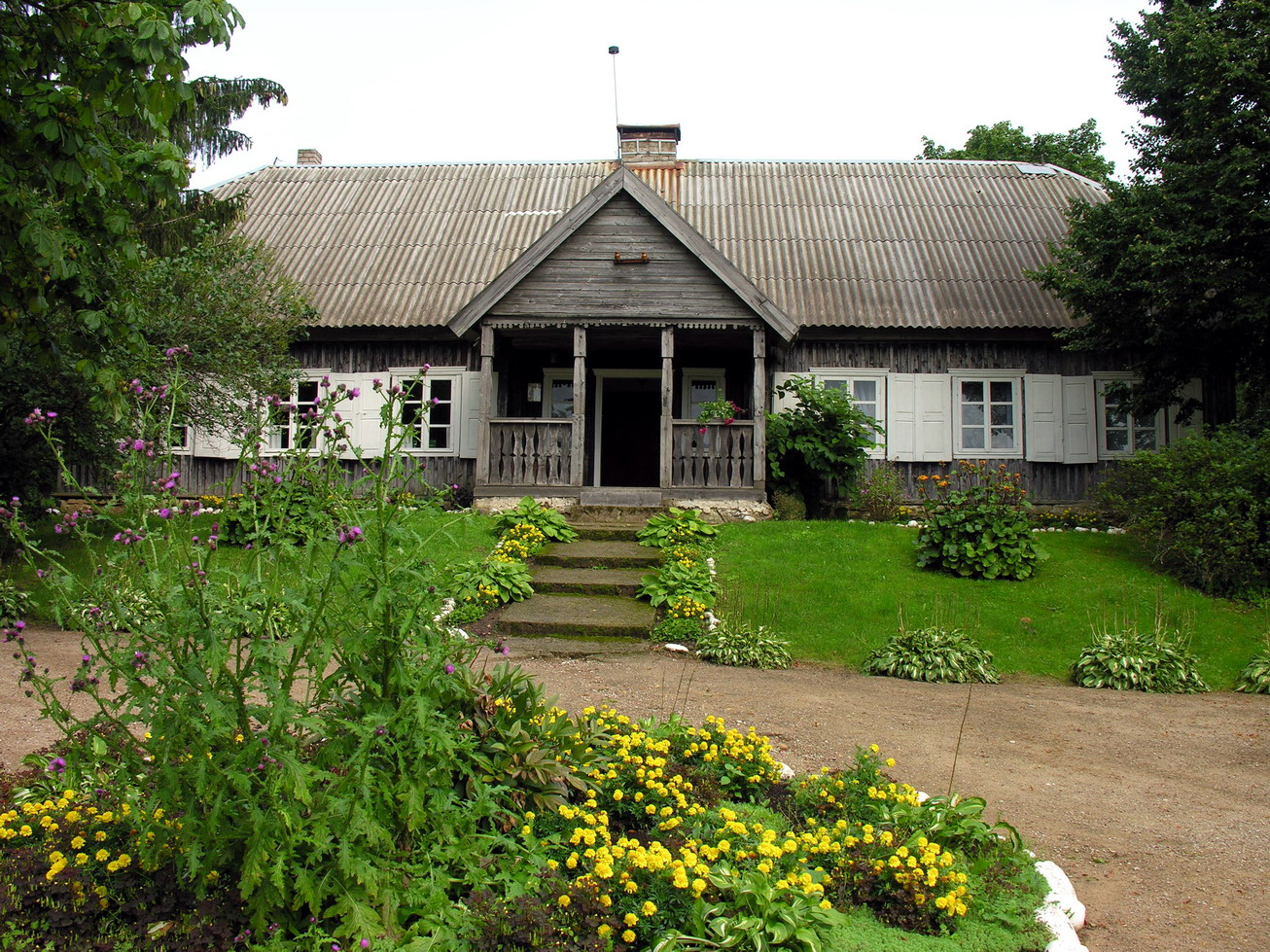
Rodzinny dom Žemaitė - obecnie Žemaitės memorialinis muziejus

Urodziła się w polsko-litewskiej rodzinie szlacheckiej. Rodzice wychowali ją oraz 3 pozostałe córki w języku i kulturze polskiej. Nie pozwalali uczyć się języka litewskiego oraz bawić z dziećmi litewskich chłopów pańszczyźnianych.
Nie odebrała formalnej edukacji. W dużej mierze była samoukiem (czytała dużo książek).
Była, wraz z rodziną, zaangażowana we wspieranie powstania styczniowego.
W 1865 roku poślubiła byłego powstańca Wawrzyńca Żymonta (lit. Laurynasa Žymantasa), mężczyznę z niższej warstwy społecznej. Mieli siedmioro dzieci.

## Twórczość
Pisała powieści, opowiadania, sztuki teatralne oraz artykuły publicystyczne w obronie praw kobiet.
Pisać zaczęła dzięki wsparciu Povilasa Višinskisa, litewskiego pisarza i działacza politycznego. Debiutowała w roku 1894 opowiadaniem Rudens vakaras (Wieczór jesienny).
Do jej najbardziej znanych dzieł należą:
cykle opowiadań:
- Laimė nutekėjimo (1896-1898) - realistyczny obraz życia wiejskiego, w których znajdują się wątki autobiograficzne, np. dotyczące nieudanego życia małżeńskiego[2]:
  - Marti (1896);
  - Petras Kurmelis (1896-1898);
  - Topylis (1897);
  - Neturėjo geros motynos (1895);
  - Sutkai (1891);
  - Sučiuptas velnias (1898);

oraz:
- Paveikslai (1899-1901);

dramaty:
- Trys mylimos (1897);
- Piršlybos (1898);
- Mūsų gerasis (1899);
- Valsčiaus sūde (1900);

oraz dramaty napisane wspólnie z Gabrielą Petkevičaitė-Bitė:
- Velnias spąstuose (1899);
- Litvomanai (1901).

### Przekłady na język polski
Jej opowiadania były tłumaczone na język polski (wraz z innymi autorami litewskimi) w zbiorach:
- Czerwony kogut przeł. Kazys Puida; Kraków: G. Gebethner i Spółka, 1913.
- Tam gdzie malwy lśnią czerwone... przeł. Zygmunt Stoberski; Warszawa: Państwowe Wydawnictwo Naukowe, 1973, ISBN 83-04018349;
- Wiecznie zielony klon: Antologia opowiadań litewskich. przeł. Mieczysław Jackiewicz i Wiesława Kalita, Barbara Kalėdienė; Olsztyn: Pojezierze, 1989, ISBN 83-70023266.

## Działalność społeczna
Angażowała się w obronę praw kobiet pisząc artykuły publicystyczne, a w 1907 roku uczestniczyła w Kownie w pierwszym zjeździe litewskich kobiet.
W czasie I Wojny Światowej wyemigrowała przez Rosję do USA, gdzie zaangażowała się w zbieranie funduszy na rzecz ofiar wojny.

## Upamiętnienie
Rodzinny dom pisarki zamieniony został na muzeum poświęcone jej pamięci - Žemaitės memorialinis muziejus.
Na jej cześć nazwany został plac w Wilnie - plac Žemaitė, położony przy reprezentacyjnym Prospekcie Giedymina. Ustawiony na nim został pomnik Žemaitė autorstwa Petrasa Aleksandravičiusa.
Jej imieniem nazwana został również jedna z ulic Wilna.
Jej wizerunek znalazł się na:

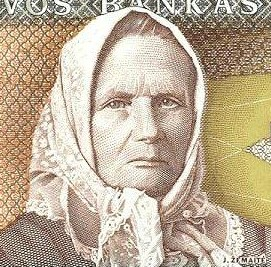
Wizerunek Žemaitė na banknocie o nominale 1 lita

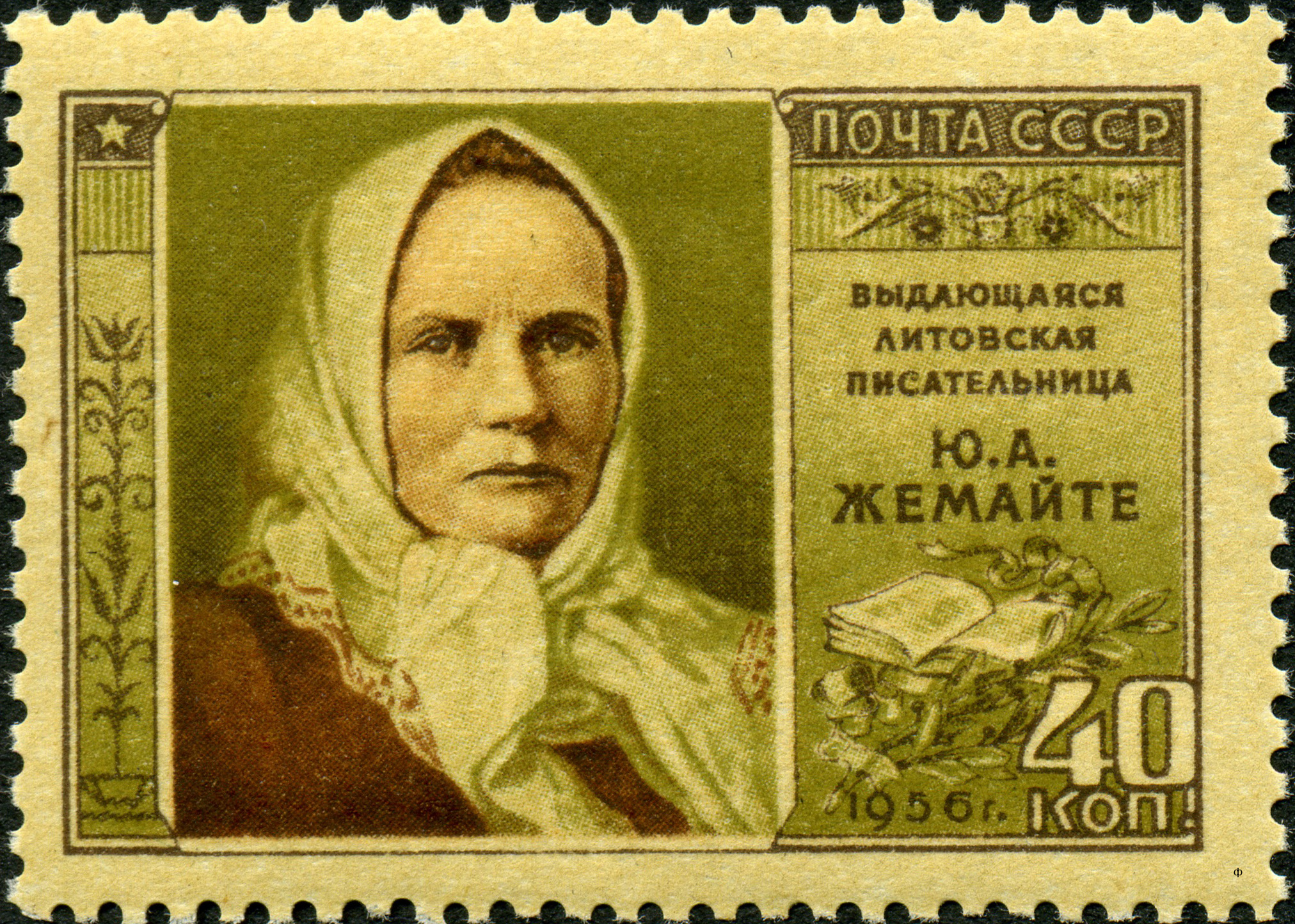
Wizerunek Žemaitė na znaczku pocztowym

- banknocie litewskim o nominale 1 lita;
- znaczku emitowanym przez pocztę Związku Socjalistycznych Republik Radzieckich o wartości 40 kopiejek.